# Whitney Myers
Pour les articles homonymes, voir Myers.
Whitney Myers, née le 8 septembre 1984 à Oxford en Ohio (États-Unis), est une nageuse américaine. 

## Palmarès

### Championnats du monde
- Championnats du monde 2005 à Montréal  Canada
  -  Médaille d'or du relais 4 × 200 m nage libre.

#### Championnats pan-pacifiques
- Championnats pan-pacifiques 2006 à Victoria  Canada
  -  Médaille d'or du 200 m quatre nages.